# Liten brunbagge
Liten brunbagge (Orchesia minor) är en skalbaggsart som beskrevs av Walker 1837. Liten brunbagge ingår i släktet Orchesia, och familjen brunbaggar. Enligt den svenska rödlistan är arten nära hotad i Sverige. Arten förekommer i Götaland, Gotland, Öland, Svealand, Nedre Norrland och Övre Norrland. Artens livsmiljö är skogslandskap, jordbrukslandskap.